# Albert Mundt
Albert Mundt (* 4. September 1883 in Naumburg; † 14. August 1940 in Weimar) war ein deutscher Kunsthistoriker, Verleger, Naturschützer und Landeskonservator.

## Leben
Mundt war der Sohn des Kaufmanns Otto Mundt und seiner Frau Elise (geborene Kersten). Nach Besuch des Gymnasiums in Naumburg studierte er zunächst Philologie. Er wechselte zur Kunstgeschichte und studierte von 1902 bis 1908 an den Universitäten Tübingen, Leipzig, München, Berlin, Bonn und Halle. Am 26. Februar 1908 promovierte er bei dem von ihm „hochverehrten“ Kunsthistoriker Adolph Goldschmidt mit einer Arbeit über „Die Erztaufen Norddeutschlands von der Mitte des 13. bis zur Mitte des 14. Jahrhunderts“. Aus der Widmung dieser Hochschulschrift „Meinen Eltern und meiner Frau“ geht hervor, dass Mundt zu diesem Zeitpunkt bereits verheiratet war.
Danach machte er sich in München, Rosenthal 3, als Verlagsbuchhändler selbständig. 1915 gründete er in Pasing, Odilostraße 3, den Roland-Verlag. Zu dessen Autoren gehörten u. a. die Kunstwissenschaftler Ernst Diez, Max Herrmann, Richard Graul, Woldemar Graf Uxkull-Gyllenband und Martin Sommerfeld, die Expressionisten Max Herrmann-Neiße, Kurt Heynicke, Georg Kaiser, Gottfried Kölwel, Klabund, Alfred Lemm, Rudolf Leonhard und Arthur Ernst Rutra, die Dadaisten Hans Arp, Hugo Ball, Yvan Goll und Richard Huelsenbeck und Autoren wie Otto Flake, Anatole France, Claire Goll, Heinrich Eduard Jacob, Hermann Kasack, Paula Ludwig, Heinrich Mann und Arnold Zweig.
Da die meisten seiner Autoren modernen Strömungen der Kunst und Literatur nahestanden und viele zudem Juden waren, kam der Verlag mit Beginn des Nationalsozialismus in Schwierigkeiten. Nach der 1933 erfolgten Gründung des „Thüringischen Landesamtes für Denkmalpflege und Heimatschutz“ durch den am 5. Mai 1933 zum Reichsstatthalter ernannten Fritz Sauckel wurde Albert Mundt zum Leiter dieser neuen Behörde ernannt. Seine Aufgabe wurden durch Sauckel beschrieben als „Schaffung einer einheitlichen Stammeskultur durch die endgültige Beseitigung des Kulturbolschewismus, eine für das Gesamtgebiet repräsentative einheitliche Baugestaltung und schließlich auch quantitativ und qualitativ gesteigerten Natur- und Landschaftsschutz“.
Als Kunsthistoriker kümmerte sich Mundt jedoch vor allem um den Denkmalschutz, unter anderem bei der Erhaltung der Mühlburg, der Erforschung und Renovierung der Burgruine auf dem Kyffhäuser in Zusammenarbeit mit dem Kyffhäuserbund sowie der Erhaltung von Kriegerehrenmalen.
Im Naturschutz engagierte er sich u. a. für die Sicherung von Uhu-Brutstätten, den Verbot des Stubenvogelfangs, Schonzeiten bei dem Sammeln von Schnecken und Ameisenpuppen und die Kontingentierung von Heilpflanzen-Ernten ein. Der Ibengarten im Forstamtsbezirk Dermbach, der Bohlen bei Saalfeld, die Moore am Saulkopf, Schneeberg und Großen Beerberg, das Röblitzholz bei Camburg, der Arzberg, das Leutratal bei Jena und das Alperstedter Ried wurden mit seiner Mitwirkung unter Naturschutz gestellt.
Zudem bemühte er sich, die zahlreichen Heimat- und Verschönerungsvereine des Landes in einem „Thüringer Heimatbund“ zusammenzuführen.
Seine Vorschläge, Anregungen und Empfehlungen veröffentlichte er in der regelmäßig erscheinenden Zeitschrift Das Thüringer Fähnlein, die 1932 bis 1943 erschien und so die Nachfolge der von seinem Vorgänger Fritz Koch gegründeten und nach dessen Entlassung eingestellten Zeitschrift Thüringen antrat.

## Werke
- Die Erztaufen Norddeutschlands von der Mitte des XIII. bis zur Mitte des XIV. Jahrhunderts (= Kunstwissenschaftliche Studien. Band 3). Klinkhardt und Biermann, Halle an der Saale / Leipzig 1908 (archive.org – Dissertation mit Lebenslauf).
- Ausstellung Heinz Keune, Karl Michels und Otto Grassl im Deutschen Buchgewerbemuseum, in: Archiv für Buchgewerbe, 49. Band (1912), S. 108ff; Digitalisat online über die Seite Digitale Sammlungen der Bauhaus-Universität Weimar
- Die Freiheitskriege in Bildern: Zur Erinnerung an d. hundertjährige Wiederkehr der Völkerschlacht bei Leipzig, hrsg. vom Verein für die Geschichte Leipzigs. Einhorn-Verlag München, 1913, 121 S.
- Die Arbeit des Thüringischen Landesamtes für Denkmalpflege und Heimatschutz 1933-34. Thür. Heimatschutz, Beil. zum Thüringer Fähnlein 4, 1935, S. 689–695.